# アルテュストネ
アルテュストネ(Artystone)は、アケメネス朝の王女、キュロス2世の娘、カンビュセス2世、アトッサ、スメルディスの姉妹または異母姉妹である。アトッサ及び彼女の姪のパルミュスと同様に、アルテュストネはダレイオス1世と結婚した。帝国の創始者であるキュロス2世の女系子孫と結婚することで、新しい王は、彼の支配権が争われるのを防いだのであろうと言われている 。
アルテュストネとダレイオス1世の間には、少なくとも2人の息子アルサメス、ゴブリュアスと1人の娘アルタゾストレがいた。古代ギリシャの歴史家ヘロドトスによると、アルテュストネはダレイオス1世のお気に入りの妻であった。またペルセポリスから出土したペルセポリス城砦文書でも言及されている。

## 一次情報源
- ヘロドトスIII, 88; VII, 78
- ペルセポリス城砦文書